# ديار آل سليمان بن عامر (القطن)
'

تعديل مصدري - تعديل

ديار ال سليمان بن عامر هي إحدى قرى عزلة القطن بمديرية القطن التابعة لمحافظة حضرموت، بلغ تعداد سكانها 38 نسمة حسب تعداد اليمن لعام 2004.